# شيبويغن
شيبويجان (ويسكونسن) (بالإنجليزية: Sheboygan, Wisconsin)‏ هي مدينة، second-class city و مقر المقاطعة تقع في الولايات المتحدة في مقاطعة شيبويجان. يقدر عدد سكانها بـ 49,288 نسمة ومساحتها 36.54 كم2 .

## التركيبة السكانية
قام مكتب تعداد الولايات المتحدة بتحديد بيانات التركيبة السكانية لشيبويغنفي تعداد الولايات المتحدة. في ما يلي، التركيبة السكانية حسب تعدادي 2000 و2010.

### تعداد عام 2000
بلغ عدد سكان شاوانو 8,298 نسمة بحسب تعداد عام 2000، وبلغ عدد الأسر 3,432 أسرة وعدد العائلات 2,076 عائلة مقيمة في المدينة. في حين سجلت الكثافة السكانية 1,389.9 لكل ميل مربع (536.6/كم2). وبلغ عدد الوحدات السكنية 3,587 وحدة بمتوسط كثافة قدره 600.8 لكل ميل مربع (232.0/كم2).
وتوزع التركيب العرقي للمدينة بنسبة 89.03% من البيض و 7.88% من الأمريكيين الأصليين و 0.54% من الأمريكيين ذوي الأصول الآسيوية و 0.12% من سكان جزر المحيط الهادئ و 0.33% من الأمريكيين الأفارقة و 1.54% من عرقين مختلطين أو أكثر.
بلغ عدد الأسر 3,432 أسرة كانت نسبة 29.0% منها لديها أطفال تحت سن الثامنة عشر تعيش معهم، وبلغت نسبة الأزواج القاطنين مع بعضهم البعض 45.8% من أصل المجموع الكلي للأسر، ونسبة 11.2% من الأسر كان لديها معيلات من الإناث دون وجود شريك، وكانت نسبة 39.5% من غير العائلات. تألفت نسبة 34.7% من أصل جميع الأسر من أفراد ونسبة 18.2% كانوا يعيش معهم شخص وحيد يبلغ من العمر 65 عاماً فما فوق. وبلغ متوسط حجم الأسرة المعيشية 2.91، أما متوسط حجم العائلات فبلغ 2.27.
بلغ العمر الوسطي للسكان 38 عاماً. وكانت نسبة 7.9% بين الثامنة عشر والأربعة وعشرون عاماً، ونسبة 27.7% كانت واقعةً في الفئة العمرية ما بين الخامسة والعشرون حتى والأربعة وأربعون عاماً، ونسبة 19.8% كانت ما بين الخامسة والأربعون حتى الرابعة والستون، ونسبة 20.5% كانت ضمن فئة الخامسة والستون عاماً فما فوق. يوجد لكل 100 أنثى 91.0 ذكر، ويوجد لكل 100 أنثى في الثامنة عشر من عمرها فما فوق 86.9 ذكر.
بلغ متوسط دخل الأسرة في المدينة 31,546 دولار، أما متوسط دخل العائلة فبلغ 41,241 دولار. وكان متوسط دخل الذكور 30,709 دولار مقابل 19,905 دولار للإناث. وسجل دخل الفرد الخاص بالمدينة 17,380 دولار. وكانت نسبة 8.9% من العائلات ونسبة 9.9% من السكان تحت خط الفقر، وكان من هؤلاء نسبة 11.4% تحت سن الثامنة عشر ونسبة 12.1% في الخامسة والستين من العمر وما فوق.

### تعداد عام 2010
بلغ عدد سكان شيبويغن 49,288 نسمة بحسب تعداد عام 2010، وبلغ عدد الأسر 20,308 أسرة وعدد العائلات 12,219 عائلة مقيمة في المدينة. في حين سجلت الكثافة السكانية 3,528.1 نسمة لكل ميل مربع (1,362.2/كم2). وبلغ عدد الوحدات السكنية 22,339 وحدة بمتوسط كثافة قدره 1,599.1 لكل ميل مربع (617.4/كم2).
وتوزع التركيب العرقي للمدينة بنسبة 82.5% من البيض و 0.5% من الأمريكيين الأصليين و 9.0% من الأمريكيين ذوي الأصول الآسيوية و 1.8% من الأمريكيين الأفارقة و 2.5% من عرقين مختلطين أو أكثر.
بلغ عدد الأسر 20,308 أسرة كانت نسبة 30.7% منها لديها أطفال تحت سن الثامنة عشر تعيش معهم، وبلغت نسبة الأزواج القاطنين مع بعضهم البعض 43.4% من أصل المجموع الكلي للأسر، ونسبة 11.7% من الأسر كان لديها معيلات من الإناث دون وجود شريك، بينما كانت نسبة 5.1% من الأسر لديها معيلون من الذكور دون وجود شريكة وكانت نسبة 39.8% من غير العائلات. وبلغ متوسط حجم الأسرة المعيشية 3.06، أما متوسط حجم العائلات فبلغ 2.38.
بلغ العمر الوسطي للسكان 36.2 عاماً. وكانت نسبة 25.3% من القاطنين تحت سن الثامنة عشر، وكانت نسبة 8.7% بين الثامنة عشر والأربعة وعشرون عاماً، ونسبة 27.2% كانت واقعةً في الفئة العمرية ما بين الخامسة والعشرون حتى والأربعة وأربعون عاماً، ونسبة 24.8% كانت ما بين الخامسة والأربعون حتى الرابعة والستون، ونسبة 13.9% كانت ضمن فئة الخامسة والستون عاماً فما فوق. وتوزع التركيب الجنسي للسكان بنسبة 49.5% ذكور و50.5% إناث.

## المدن التوأمة
مدينة إسلينغن آم نيكار هي مدينة توأمة لـشيبويجان (ويسكونسن).